# Jacob M. Dickinson
Jacob McGavock Dickinson (Columbus, 30 de janeiro de 1851 – Nashville, 13 de dezembro de 1928) foi um advogado e político norte-americano que serviu como o 44º Secretário da Guerra dos Estados Unidos de 1909 até renunciar em 1911 durante a presidência de William Howard Taft. Depois de deixar o governo ele atuou como presidente da Chicago, Rock Island and Pacific Railroad entre 1915 e 1917.